# Malga Zures
Malga Zurés (nota anche come Malga Zurez o Zires) è un vasto territorio e un punto panoramico (685 m) nel comune di Nago-Torbole nella provincia autonoma di Trento. Durante la prima guerra mondiale il sito, grazie alla sua posizione strategica, fu utilizzato dagli austriaci come linea difensiva nel settore dell'Alto Garda.
È considerato un punto di riferimento storico e luogo della memoria.

## Storia

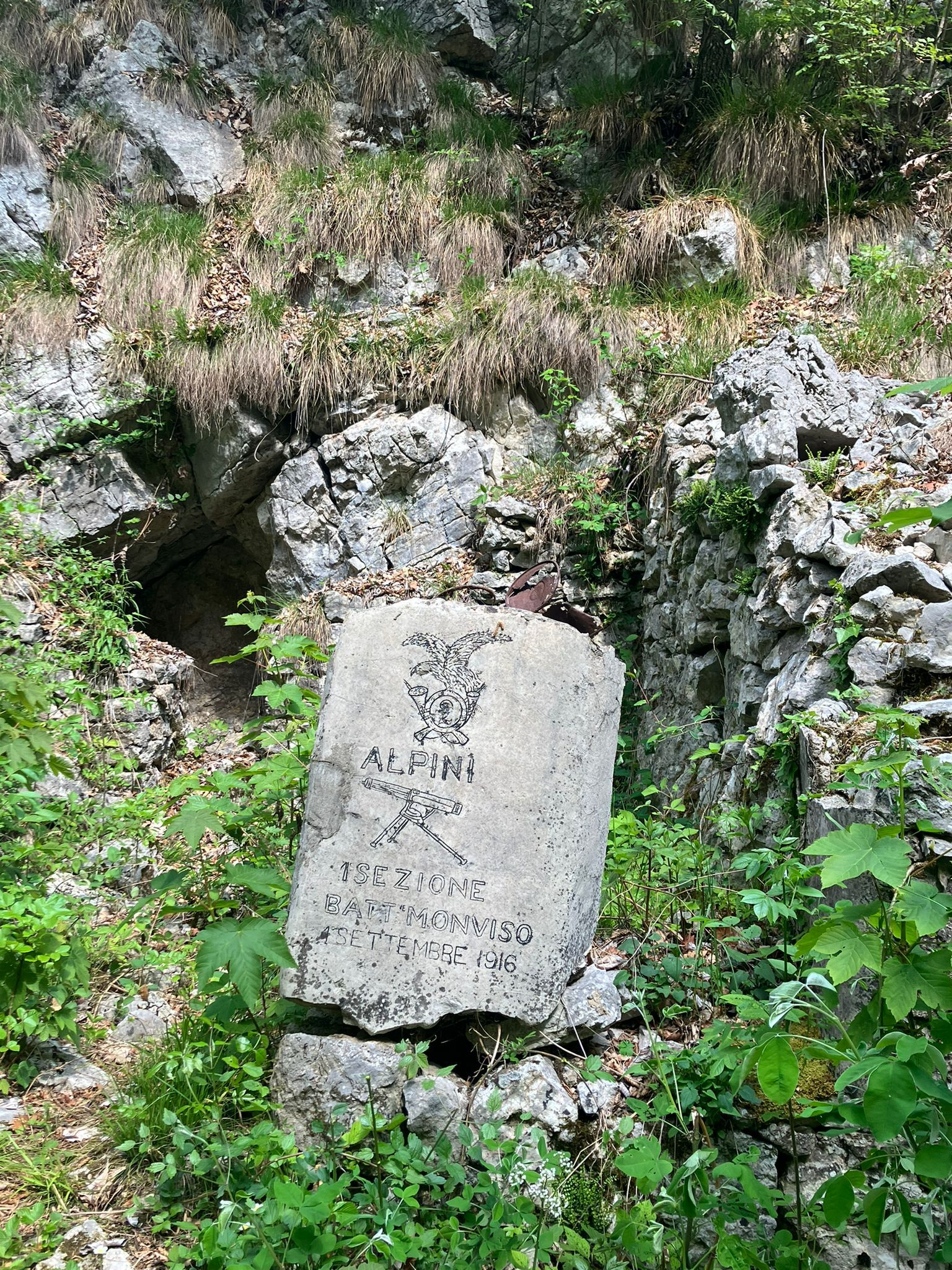
Lapide commemorativa

A partire dal 1880 gli austriaci iniziarono a costruire un percorso difensivo lungo le sponde del Garda Trentino, con possenti opere di fortificazione come trincee, gallerie e la fortificazione del complesso del Segrom, collegata a Malga Zurés tramite trincea. Nell'estate del 1915 gli austriaci potenziarono l'area della malga, che divenne una delle più importanti fortificazioni sulle pendici del Monte Baldo Nord.
Malga Zurés ha un'importanza rilevante poiché è stato il luogo di un episodio cruciale durante la Prima guerra Mondiale. Si parla della cosiddetta Battaglia di Malga Zurez, avvenuta il 30 dicembre 1915. Il generale Andrea Graziani ordinò la conquista della malga e, nella notte fra il 30 e il 31 dicembre, il Battaglione Verona e il Val D'Adige attaccarono la posizione nemica arrivando fino alla postazione di Doss Alto di Nago (705 m). Accanto al battaglione veronese è impegnato anche il battaglione lombardo Volontari Ciclisti Automobilisti, di cui fanno parte importanti personaggi del movimento futurista come Umberto Boccioni e Filippo Tommaso Marinetti, che hanno lasciato diverse testimonianze di vita militare.
La battaglia si concluse in tragedia per le truppe italiane: la roccaforte Malga Zurés rimase in mano agli austriaci, mentre gli italiani si stanziarono a Doss Casina (978 m), Doss Remit e Doss Alto. La battaglia causò 57 morti, numerosi feriti e dispersi, molti di questi appartenevano al battaglione Verona e una parte al battaglione del Val d'Adige.
Oggi la malga è una meta di escursionismo di notevole importanza, in particolare per le numerose testimonianze della Prima guerra Mondiale che si trovano lungo il percorso: le tombe dei caduti, le trincee della guerra, caverne, pozzi e gallerie.

## Descrizione

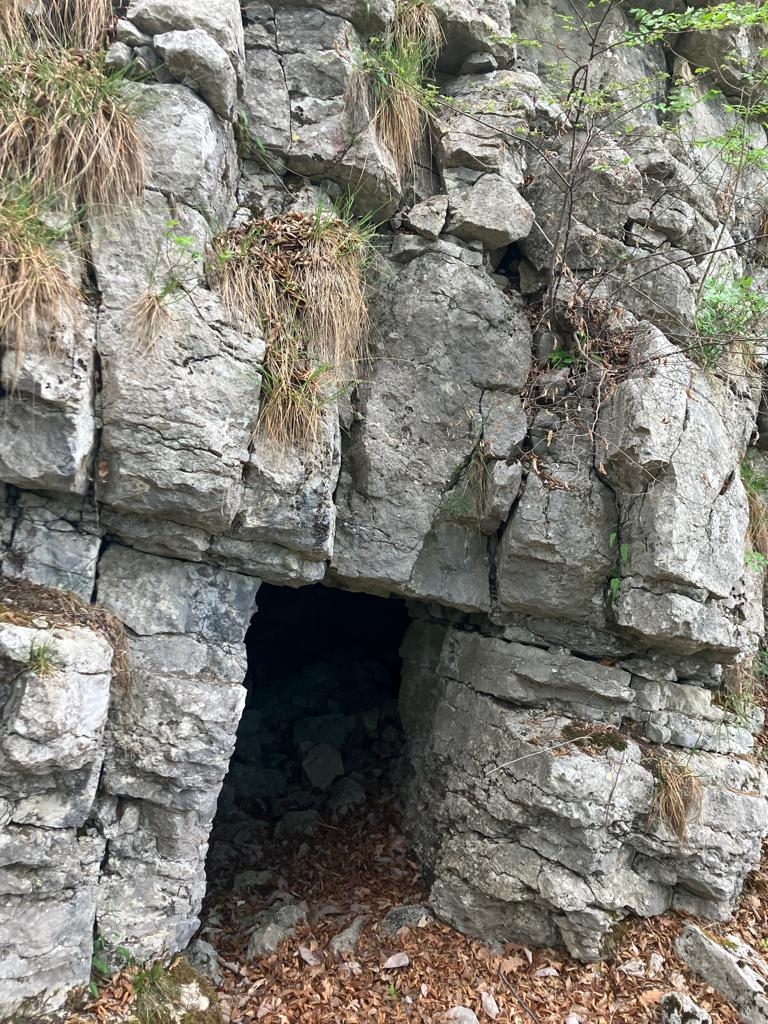
Resti di una galleria che ospitava cannoni e mitragliatrici del fronte austriaco

Malga Zurés si raggiunge facilmente attraverso un percorso che inizia nel bosco per poi diventare per lo più pianeggiante. Rimangono ancora visibili lungo il sentiero le testimonianze del conflitto: sono presenti infatti lapidi dei volontari che caddero durante la guerra, i resti delle cucine da campo, rifugi, caverne e gallerie, dove, però, in alcune di queste è sconsigliato accedere per motivi di sicurezza. Visitabile invece è il piccolo cimitero di guerra nei pressi della malga, a Doss Alto. Grazie a questi reperti il percorso che si fa per arrivare alla malga viene chiamato Sentiero della Memoria.
Vicino alla zona della malga, salendo su di un roccione, troviamo una croce in memoria dei caduti della guerra, e che regala un vasto panorama sul Lago di Garda.
La malga è di proprietà privata e rimane sempre molto conservata, così come tutto lo spazio intorno. Serafino Benolli ha donato la proprietà di Malga Zurés a suo fratello Padre Angelo Benolli. Vicino alla malga si trova un piccolo altare, dove si celebrano messe, e una croce. Di fronte all'altare è presente anche un busto in memoria del donatore Serafino Benolli.